# أرينجة سنانية
أرينجة سنانية (الاسم العلمي:Arenga hastata) هي نوع من النباتات تتبع جنس الأرينجة من الفصيلة الفوفلية.